# Monique de la Bruchollerie
Monique Yver de la Bruchollerie, née le 20 avril 1915 à Paris 8e et morte le 15 décembre 1972 à Paris 16e, est une pianiste française.

## Biographie
Née le 20 avril 1915 à Paris de Victor Yver de la Bruchollerie, dans une famille de musiciens qui comptait déjà Boieldieu et Messager, Monique de la Bruchollerie, entre à onze ans, au Conservatoire national de musique et de déclamation en 1926 en classe de solfège, puis en piano dans la classe d'Isidore Philipp d’où elle sort avec un premier prix en 1931.
En 1936, seule française à être récompensée, elle reçoit le 3e prix au prix international de Vienne. En 1937 elle compte parmi les premières lauréates françaises (7e Prix), avec Lélia Gousseau (12e prix) du Concours international de piano Frédéric-Chopin de Varsovie. Enfin ce sera le concours Ysaÿe à Bruxelles, auquel se présentent aussi Arturo Benedetti-Michelangeli, Moura Lympany et Emil Guilels. En 1941, Charles Munch, chef avec lequel elle jouera très régulièrement par la suite, l’engage en exclusivité avec l’Orchestre de la Société des concerts du Conservatoire pour trois années consécutives.  
Musicienne soliste réputée, elle parcourt le monde entier, donnant des concerts toute sa vie jusqu’au 18 décembre 1966, où un accident de voiture en Roumanie la prive à jamais de ses mains de pianiste. Elle continue néanmoins son œuvre musicale en formant des élèves au Conservatoire national de musique de Paris, à l’Académie de musique de Nice, ou chez elle. Parmi ses élèves, on peut citer Jean-Marc Savelli, Frédéric Aguessy ou Cyprien Katsaris. Elle crée au sein du Festival d’Aix-en-Provence "Une Heure avec...", puis "les Grands Jeunes", pour que de jeunes espoirs musiciens puissent se faire connaître des mélomanes.
Elle imagina un piano « incurvé » qui donnerait aux pianistes une plus grande préhension du clavier en position d’ergonomie amplifiée, et aux compositeurs une plus large palette de couleurs sonores gardant le son propre du piano en lui incluant les 1/4 de tons qui intéressa, entre autres Henri Dutilleux, Pierre Boulez… Ce projet finalement n’aboutira pas.
Elle meurt à Paris 16e le 15 décembre 1972. 
Elle est évoquée dans le 274e des 480 souvenirs cités par Georges Perec dans Je me souviens.
Elle est également évoquée dans les souvenirs d’Alan Ingram Cope tome 2.

## Discographie
- Enregistrements d'archive familiales 1943–1966 (9 CD Melo Classic MC 1034)